# تپه بهرام‌آباد علیا
تپه بهرام آباد علیا مربوط به دوران پیش از تاریخ ایران باستان تا دوران‌های تاریخی پس از اسلام است و در شهرستان دورود، بخش مرکزی، روستای بهرام آباد علیا واقع شده و این اثر در تاریخ ۲۴ اسفند ۱۳۸۳ با شمارهٔ ثبت ۱۱۶۹۸ به‌عنوان یکی از آثار ملی ایران به ثبت رسیده است.